# Усовский сельсовет
Усовский сельсовет — муниципальное образование со статусом сельского поселения в Никольском районе Пензенской области Российской Федерации.
Административный центр — село Столыпино.

## История
Статус и границы сельского поселения установлены Законом Пензенской области от 2 ноября 2004 года № 690-ЗПО «О границах муниципальных образований Пензенской области».

## Население
| 2002  | 2010  | 2012  | 2013  | 2014  | 2015  | 2016  |
| ----- | ----- | ----- | ----- | ----- | ----- | ----- |
| 1260  | ↘1147 | ↗1149 | ↘1140 | ↘1125 | ↘1123 | ↘1086 |
| 2017  | 2018  | 2021  |       |       |       |       |
| ↘1083 | ↘1059 | ↘912  |       |       |       |       |

## Состав сельского поселения
| № | Населённый пункт | Тип населённого пункта       | Население |
| - | ---------------- | ---------------------------- | --------- |
| 1 | Красное          | село                         | ↘28       |
| 2 | Столыпино        | село, административный центр | ↘1084     |
| 3 | Усовка           | село                         | ↘35       |